# Сан-Джермано-Кізоне
Сан-Джермано-Кізоне (італ. San Germano Chisone, п'єм. San German) — муніципалітет в Італії, у регіоні П'ємонт,  метрополійне місто Турин.
Сан-Джермано-Кізоне розташований на відстані близько 540 км на північний захід від Рима, 45 км на південний захід від Турина.
Населення — 1871 особа (2014).

## Демографія
Населення за роками:

Станом на 1 січня 2023 року в муніципалітеті офіційно проживало 90 іноземців з 24 країн, серед них 53 громадяни країн Євросоюзу та 3 громадяни України.

## Сусідні муніципалітети
- Ангронья
- Інверсо-Пінаска
- Порте
- Прамолло
- Праростіно
- Сан-Секондо-ді-Пінероло
- Віллар-Пероза